# Козеницкий штуцер
Козеницкий штуцер (пол. sztucer kozienicki) — польский кремнёвый пехотный штуцер, производившийся в 1790—1794 годах Козеницкой оружейной фабрикой. Являлся первым серийным образцом карабина польской конструкции, предназначенным для вооружения Войска польского.

## История
Авторство идеи вооружения польской армии данным видом оружия приписывается Тадеушу Костюшко, который участвуя в американской Войне за независимость в 1775—1783 годах наблюдал эффективность действий американских добровольцев состоявших из охотников и фермеров, с помощью охотничьих, так называемых кентуккских, винтовок (англ. Kentucky rifles) наносивших серьёзные потери британским войскам. С помощью этих винтовок стрелки могли вести огонь по британским частям с дистанции 500—600 м, оставаясь вне досягаемости ответного огня. Сторонником идеи о приоритете Костюшко в внедрении винтовок являлся в частности военный историк XIX века Константин Горский (пол. Konstanty Górski), указавшим в своей работе «История польской артиллерии» (Historii artylerii polskiej): 

Инициатором являлся генерал Тадеуш Костюшко, который в отношении данного вопроса несомненно опирался на свой собственный опыт войны за независимость Соединённых Штатов.Оригинальный текст (пол.)Promotorem musiał być generał Tadeusz Kościuszko, a niewątpliwie oparł się przy tem na własnych doświadczeniach z wojny o niepodległość Stanów Zjednoczonych.
Решение о производстве штуцеров было принято на заседании Четырёхлетнего сейма 8 октября 1789 года. Позднее закон был дополнен, предполагалось производство в количестве достаточном для снабжения четырёх батальонов стрелков и других подобных формирований планировавшихся к созданию при пехотных батальонах польской армии. Новый вид войск, прозванных «меткими стрелками» (strzelcami celnymi) или же егерями, должен был быть вооружён новым, более эффективным видом огнестрельного оружия — нарезным ружьём. За счёт винтовых нарезов в стволе штуцер стрелял дальше и точнее гладкоствольных ружей. Прежде момента военного использования, такое оружие применялось охотниками. В описываемый период ни одна армия на европейском континенте не имела подобного оружия на вооружении целых подразделений и самих таких, предназначенных для его применения, подразделений, хотя нарезные ружья могли иметь отдельные стрелки.  Такие подразделения обучались действиям в цепи и поражению противника метким огнём с большого расстояния. Выполняя функции снайперов, каждый из стрелков был способен вывести из строя несколько десятков солдат противника во время одного боя.
Решение о создании подобных подразделений в польской армии было принято на основании постановления сейма от 8 октября 1789 года. Непосредственным образцом для Костюшко послужили подразделения американских рейнджеров. Так же как в Америке, личный состав набирался из числа охотников и лесников, в частности курпов, известных в Польше своими навыками меткой стрельбы. Костюшко написал для них инструкцию по обучению, изданную Военной комиссией (Komisją Wojskową) 20 апреля 1791 года. По словам руководителя проекта в состав отделения входило 15 рядовых и один унтер-офицер. Каждый пехотный полк состоял в то время из двух батальонов и ему придавалось 120 стрелков и 8 унтер-офицеров. К июню 1792 года было обучено и вооружено 7 пехотных полков с 896 стрелками. 400 штуцеров для их вооружения было импортировано из Пруссии, остальные 500 произведены в Козенице.
Козеницкие штуцеры применялись во время русско-польской войны 1792 года, при защите конституции 3 мая, и во время восстания Костюшко в 1794 году.

## Конструкция

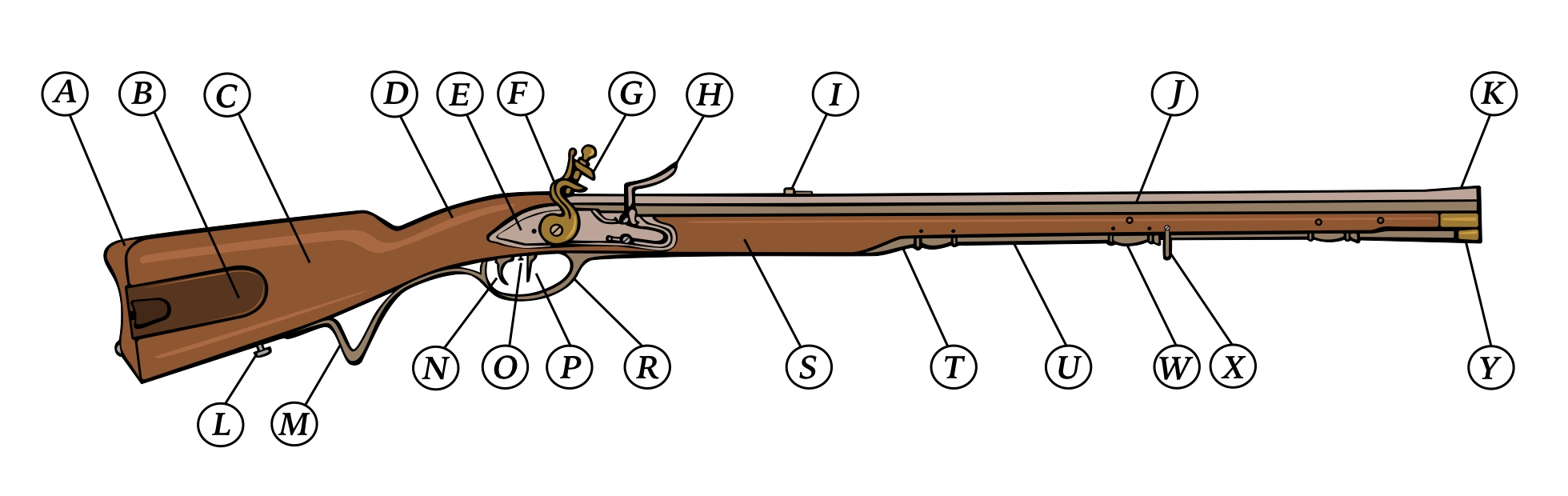
Устройство козеницкого штуцера: A — затыльник, B — футляр для кремней, C — приклад, D — шейка приклада, E — пластина замка, F — курок, G — губки курка, H — крышка затравочной полки, I — щитковый прицел, J — ствол, K — мушка, L — грибок, M — упор для руки, N — спусковой крючок, O — винт регулировки шнеллера, P — шнеллер, R — спусковая скоба, S — ложе, U — стальной шомпол, X — антабка, Y — крепление шомпола

Создателем штуцера был известный в тогдашней Польше конструктор огнестрельного оружия, а также основатель и руководитель козеницкой оружейной фабрики Анджей Ковнацкий (Andrzej Kownacki). Разрабатывая конструкцию и форму оружия, он использовал в качестве образцов модели французского, немецкого и американского производства. Штуцера должны были полностью производиться в Козенице, с ее лучшими в стране машинами и оборудованием.
Штуцер представлял из себя карабин с кремнёвым замком французского типа, со шнеллером немецкого типа, чувствительность которого регулировалась с помощью винта. Восьмигранный нарезной ствол крепился шпильками к ложу с прикладом, сделанными из ореха. Древесина импортировалась с Волыни, Подолья и Украины, тогда как сталь для металлических деталей поступала из Коньске, расположенного в старопольском промышленном округе. Некоторые детали изготавливались из латуни. C левой стороны приклада находились профилированные «щёки», с правой — металлический футляр для пуль и запасных кремней.
Штуцер оснащался двойным щитковым прицелом. Имелся стальной шомпол с латунным наконечником. Примерно посередине его длины под ложем крепилась антабка для ремня. Окончание шомпола входило в трубку. Установка штыка не предусматривалась. Штуцер имел сильное сходство в конструкции с американской кентуккской винтовкой, хотя последняя была несколько проще и строже. Оружие было прочным и достаточно эргономичным. Штуцер надёжно поражал противника на дистанции 400—500 м, начальная скорость пули составляла от 300 до 450 метров в секунду.
Чтобы использовать все возможности такого оружия, пули должны были точно ему соответствовать. Их калибр был чуть больше диаметра ствола, и для прогонки свинцовой пули по нарезам её приходилось забивать с помощью шомпола и специального деревянного молотка, что занимало существенно больше времени, чем перезарядка оружия с гладким стволом.

## Сохранившиеся экземпляры
Единственный известный сохранившийся экземпляр находится в Музее Войска польского, одновременно он является единственным сохранившимся образцом законодательно установленного образца огнестрельного оружия времён первой Речи Посполитой. Экземпляр штуцера имеет маркировку с серийным номером и указание на место производства: «No 87 z Kozienic». Также имеются изображения двух щитов с гербами Речи Посполитой обеих народов — польским орлом и литовской «Погоней». На прикладе вырезано имя владельца-стрелка — Юзеф Борзецкий (Józef Borzęcki).